# مجدول الشبكة
مجدول الشبكة أو مجدول رزم البيانات هو المتحكم في تخصيص موارد الشبكة في عقدة تعمل بنظام تبديل الرزم. يتحكم المجدول في ترتيب معالجة رزم البيانات في طوابير إرسال واستقبال الرزم الموجودة في بطاقة الشبكة. يمكن تطبيق مجدول الشبكة في المكونات المادية أو المكونات البرمجية لشبكة الحاسوب.
يحدد المجدول ترتيب معالجة الرزم بناء على سياسة تقسيم الشبكة بين المستخدمين و الخوارزم المستخدم. من أشهر و ابسط أمثلة الخوارزميات المستخدمة في الجدولة هو جدولة راوند روبن. و يعتبر خنق السعة مثال آخر لجدولة الشبكة عن طريق تحديد السعة المتاحة لكل مستخدم.